# 50th Anniversary Stadium of Khon Kaen University
Das 50th Anniversary Stadium of Khon Kaen University (Thai สนามกีฬากลาง 50 ปี เเห่งมหาวิทยาลัยขอนแก่น) ist ein Mehrzweckstadion in Khon Kaen  in der Provinz Khon Kaen, Thailand. 2016 wurde das Stadion als Heimstadion vom Khon Kaen Football Club genutzt. Seit 2018 ist das Stadion die Heimspielstätte des Drittligisten Khon Kaen Mordindang FC. Das Stadion hat eine Kapazität von 8000 Personen. Eigentümer und Betreiber ist die Universität Khon Kaen.

## Nutzer des Stadions
| Verein                  | Zeitraum der Nutzung |
| ----------------------- | -------------------- |
| Khon Kaen FC            | 2016                 |
| Khon Kaen Mordindang FC | 2018 bis             |